# Sphingonaepiopsis gorgon
Sphingonaepiopsis gorgon är en fjärilsart som beskrevs av Eugen Johann Christoph Esper 1806. Sphingonaepiopsis gorgon ingår i släktet Sphingonaepiopsis och familjen svärmare. Inga underarter finns listade i Catalogue of Life.